# Beata gioventù
Beata gioventù è un singolo della cantante italiana Alexia, pubblicato nel 2017 ed estratto dall'album Quell'altra.

## Tracce
- Download digitale

1. Beata gioventù – 3:32